# Komchén
Komchén est une communauté de la municipalité de Mérida dans l'État de Yucatán, au Mexique.

## Site archéologique
Un site archéologique maya, également appelé Komchén, se trouve à 2 km du centre-ville.